# ۱۲ گاوران
۱۲ گاوران یک ستاره است که در صورت فلکی گاوران قرار دارد.